# 墙

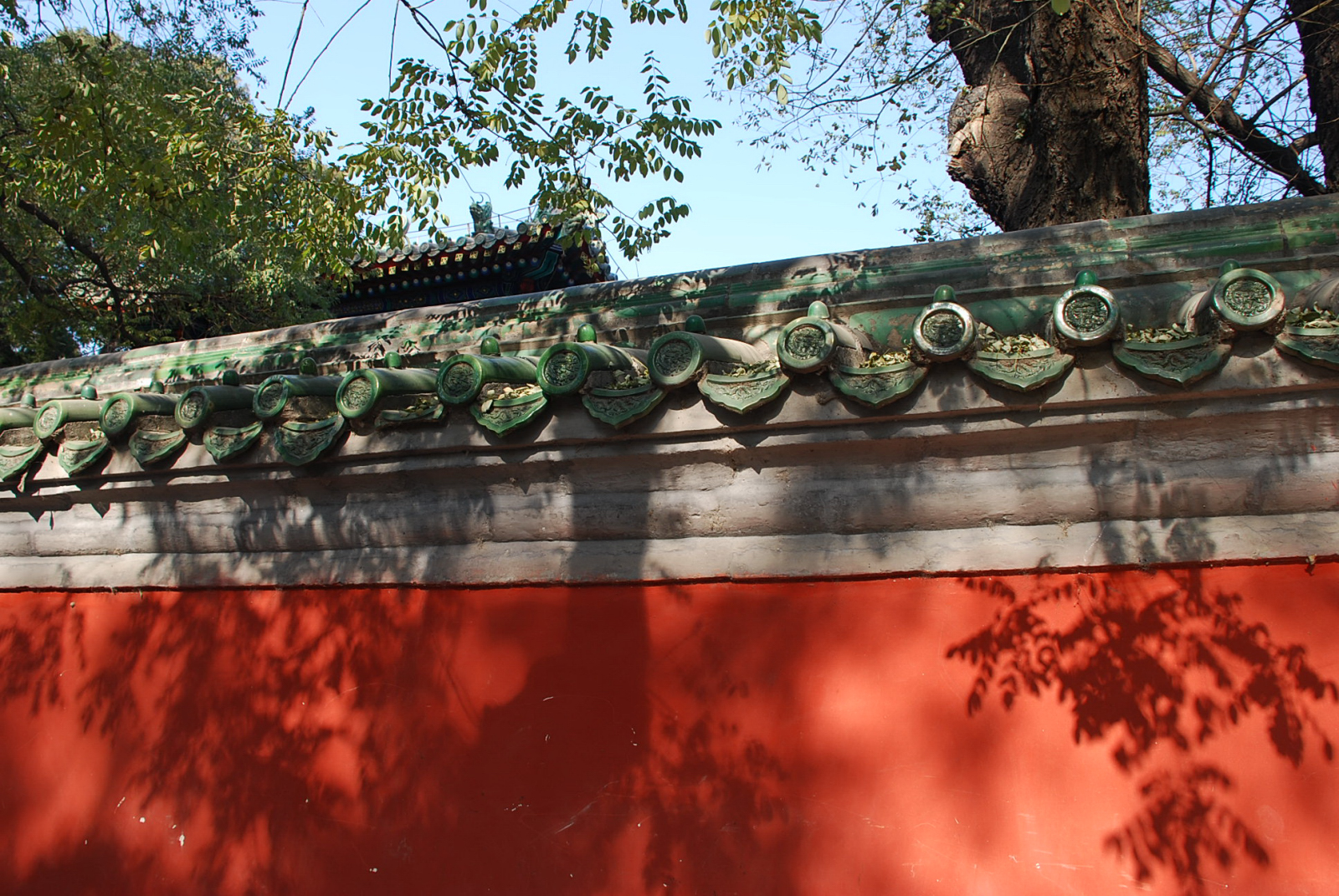
北京孔庙围墙

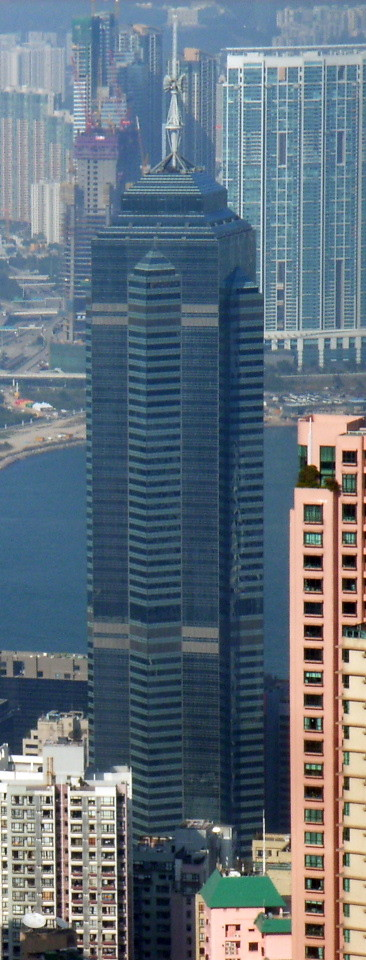
在香港，應用玻璃幕墙的大廈很多。

墙（或称壁、墙壁）在建筑学上是指一种重直向的空间隔断结构，用来围合、分割或保护某一区域，是建筑设计中最重要的元素之一。根据墙在建筑物中是否承重，分为承重墙和非承重墙。承重墙是建筑结构的一部分，承接其上及附近建築物的重量，不容許因裝修等理由移除。
墙身兼两重作用：一方面作为建筑物的外维护结构需要提供足够优良的防水、防风、保温、隔热性能，为室内环境提供保护；另一方面墙又是建筑师进行空间划分的主要手段，来满足建筑功能、空间的要求。
有名的牆：萬里長城、柏林圍牆、九龍壁（位於北京）、哭牆

## 材料
几乎所有重要的建筑材料都可以成为建造墙的材料，例如木材、石材、砖、混凝土、金属、冰、高分子材料或玻璃。

## 构造

### 砖墙
砖的特点是块小、抗压强度远大于抗拉强度、抗扭强度和抗剪强度。中国标准粘土砖的尺寸为240×115×53mm，这一尺寸的目的是为了保证砖的長宽高之比为4:2:1（包括10mm的灰缝宽度）。砖墙的厚度多以砖的倍数称呼，由于砖的长度为240mm，厚度为半砖的墙称为“一二墙”,厚度为半砖加一块站砖的称为“十八墙”，厚度为一块砖称为“二四墙”，厚度为一砖半的墙称为“三七墙”。
砖墙构造需要把小尺寸的砖头以一种合理的方式通过砂浆组合成墙体。
砖墙砌筑的主要标准是不能有上下“通缝”以保证砖墙的坚固，因此砖块的砌筑应遵循内外搭接上下错缝的原则。一层砖术语称为一“皮”，和墙体方向平行的砖称为“顺”，和墙体方向垂直的砖称为“丁”，要保证没有通缝就需要把砖交错砌筑，即有丁有顺，具体上主要有三种砌法：
- 一顺一丁——又称“满丁满条”，指一皮砖按照顺一皮砖按照丁的方式交替砌筑，这种砌法最为常见，对工人的技术要求也较低。
- 二顺一丁——指两皮砖按照顺一皮砖按照丁的方式砌筑，这种砌法比一顺一丁更容易，但是强度略低。
- 梅花丁——指每一皮砖都有顺有丁，上下皮又顺丁交错，这种砌法难度最大，但是墙体强度最高。

为了保证在错缝搭接的要求，在墙的转角处、门窗洞口或端部的第一块砖需要采用3/4转，过去一般由工人用砌刀把整块砖敲掉1/4，成为三四找砖，现在则多用电锯批量锯除。除了三四找砖还有一二找砖，即敲掉半块砖，用在半砖墙的端部。

#### 加強磚牆
磚牆左右均有钢筋混凝土柱、上下均有钢筋混凝土樑或基腳者。

### 剪力牆
也叫做抗震牆，結構牆，是指房屋或構築物中承受水平力（如地震）的牆體。剪力牆一般為鋼筋混凝土造。

### 玻璃幕墙
随着玻璃物料科學的發展，出現強化玻璃，大塊的玻璃片代替石墻成為可能，玻璃幕墙開始出現。 在1910年，建筑设计师格罗皮乌斯 在包豪斯的校舍建築中，首次采用玻璃幕墙。

## 延伸阅读
[在维基数据编辑]
 《欽定古今圖書集成·經濟彙編·考工典·牆壁部》，出自陈梦雷《古今圖書集成》